# Mihailo Ivanović (futbolista)
Mihailo Ivanović (Novi Sad, 29 de noviembre de 2004) es un futbolista serbio que juega en la demarcación de delantero para el Millwall F. C. de la EFL Championship.

## Selección nacional
Tras jugar en las categorías inferiores de la selección, finalmente hizo su debut con la selección de fútbol de Serbia en un partido de la Liga de Naciones de la UEFA 2024-25 contra Dinamarca que finalizó con un resultado de empate a cero.

## Clubes
| Club                     | País       | Año       | Partidos | Goles |
| ------------------------ | ---------- | --------- | -------- | ----- |
| F. K. Vojvodina          | Serbia     | 2022      | 1        | 0     |
| U. C. Sampdoria (cedido) | Italia     | 2022-2023 | 1        | 0     |
| F. K. Vojvodina          | Serbia     | 2023-2024 | 47       | 10    |
| Millwall F. C.           | Inglaterra | 2024-     | 40       | 13    |